# Forfecuță (pasăre)
Forfecuța (Loxia curvirostra), numită și forfecuță comună, este o pasăre mică din familia fringilide, cu ciocul puternic având vârfurile mandibulelor încrucișate ca niște foarfece, o adaptare perfectă pentru scoaterea semințelor din conurile rășinoaselor, hrana lor preferată, masculii au penele roșu-cărămizii, iar femele verzui-cenușii. Este răspândită în cea mai mare parte a Europei, în Asiei, nordul Africii, America de Nord și în America Centrală. Trăiește obișnuit în pădurile de conifere mature, alcătuite din molid, brad sau pin, mai rar în păduri de amestec. În partea de sud a arealului (în regiunea mediteraneană, în România, Africa de Nord și chiar în Asia tropicală, America Centrală) cuibărește numai în pădurile de conifere montane. În general este o pasăre sedentară, dar când hrana este insuficientă hoinărește, căutând păduri cu producție bogată de conuri, sau se deplasează în masă pe distanțe foarte lungi. În România este sedentară și trăiește numai în Carpați, unde preferă zona coniferelor, dar s-a semnalat și la limita superioară a pădurilor mixte, frecvent este întâlnită între 1300 și 1700 m; iarna uneori coboară spre văi; adesea apare în parcurile orașelor. În România populația este estimată la 280.000-560.000 de perechi cuibăritoare. În Republica Moldova apare accidental, solitar sau în cârduri mici, mai ales în sezonul rece. Este ușor de recunoscut după forma ciocului său mare cu baza lată și mandibule ascuțite, încrucișate la vârf (curbate spre dreapta sau spre stânga). Capul este mare, corpul rotunjit, picioarele scurte și coada scurtă, ușor bifurcată. Are o lungime de 14-20 cm și o greutate de 23-53 g. Longevitatea maximă în natură este de 7 ani. Masculul are fruntea, creștetul, ceafa și părțile superioare de culoare roșu-cărămizie cu pete brun-închise. Târtița roză. Tectricele supracaudale brune, tivite pe margini cu brun-roșcat. Rectricele cozii brun-închise, tivite pe margini cu brun-roșcat. Tectricele supraalare brun-negricioase, tivite pe margini cu roz sau brun-roșcat. Remigele aripilor tivite pe margini cu brun-gălbui sau brun-roșcat. Lorul de culoare închisă, dunga de peste ochi brun-cenușie, restul feței roșu-cărămiziu. Gâtlejul și părțile inferioare sunt roșii sau roșu-portocalii, cu pete mai întunecate pe piept și cu o nuanță surie pe flancuri, mijlocul abdomenului este alb-murdar sau cu o nuanță rozacee. Irisul brun-închis sau negru. Ciocul cenușiu sau cenușiu-gălbui. Picioarele brune sau brun-închise. Femela are partea superioară a capului, târtița și partea inferioară verzi-gălbui-cenușii; uneori cu pete închise pe spate. Este o pasăre monogamă, care stă în perechi tot anul. Forfecuța nu are epocă fixă de cuibărit; dacă are condiții bune de hrană, se reproduce în orice anotimp, chiar și iarna, pe timpul celor mai mari geruri. Cuibul este construit pe ramuri de conifere, la înălțime de 2-20 m, lângă trunchi sau spre vârful lor, el are formă de cupă sau strachină și este alcătuit la bază din rămurele de conifere, diverse graminee, mușchi, licheni și păr animal, căptușit cu resturi vegetale fine, păr de animale, pene ș.a. Cuibul este construit de către femelă, masculul contribuind cu materiale. Femela depune 2-6 ouă, câte unul zilnic, pe care le clocește singură timp de 12-16 zile. Ouăle sunt alb-verzui sau alb-albăstrui, cu pete violete, roz și violacee. Puii sunt nidicoli; ei sunt acoperiți de femelă circa o săptămâna după ecloziune, timp în care masculul aduce hrană la cuib; după aceasta, ambii părinți hrănesc puii. Puii părăsesc cuibul la 14-22 de zile, depinzând de adulți încă alte 3-4 săptămâni. La început, ciocurile puilor nu sunt curbate și ei nu pot să scoată semințele din conuri. O pereche poate avea până la 2-4 ponte într-un an, în funcție de disponibilitatea hranei. Forfecuța se hrănește cu semințe, în special de conifere, mai rar cu insecte și larvele lor. Cu ajutorul ciocului puternic și cu mandibulele încrucișate taie și desfac conurile de conifere de unde scot semințele cu care se hrănesc.  Sunt recunoscute nouăsprezece subspecii. În România și Republica Moldova se întâlnește subspecia nominată Loxia curvirostra curvirostra.

## Taxonomie
Denumirea latină a acestei specii Loxia curvirostra a fost dată de Linnaeus în 1758 (terra typica Suedia).
Formează un grup de specii cu forfecuța scoțiană (Loxia scotica) și forfecarul (Loxia pytyopsittacus), toate fiind uneori considerate conspecifice (din aceeași subspecie). Probabil hibridizează cu scatiul de pin (Spinus pinus). În vestul palearcticului, variațiile geografice sunt destul de neînsemnate și clinale (subspecia nominată devine mai deschisă la culoare, mai viu colorată și mai mare de la vest spre est, și în Europa mai viu colorată de la nord spre sud), de asemenea, există variații individuale considerabile; unele subspecii acceptate sunt după cât se pare sinonime, de ex. subspecia guillemardi și subspecia nominată; Subspecia pusilla (considerată a fi vocal deosebită) este uneori menționată ca "percna".
Câteva subspecii menționate, de ex. hispana (din sud-estul Spaniei), mariae (din Crimeea), vasvarii (din nord-vestul Turciei), caucasia (din Caucaz) și ermaki (din nordul Altaiului), au fost propuse pe baza unor deosebiri foarte mici sau prezintă caractere intermediare; în schimb, unele populații (de ex., cele din sudul Peninsulei Iberice) merită probabil să fie recunoscute ca subspecii; subspecia balearica restrânsă la Insulele Baleare se bazează pe studii genetice. Situația subspeciilor din estul palearcticului și sudul Asiei nu a fost încă cercetată.
În America de Nord, au fost făcute numeroase încercări ca populațiile de la nordul frontierei mexicană să fie repartizate în subspecii separate, cu areale de cuibărit distincte. Subspeciile descrise reai (din Idaho) și vividior (din Colorado) pot merita recunoașterea ca subspecii separate, în timp ce subspeciile sitkensis și benti sunt incluse uneori în subspecia bendirei , dar poziția lor este complicată de identificarea a zece tipuri distincte de strigăte emise în zbor (în SUA și vestul Canadei) corelate cu alte caracteristici vocale (detectabile cu ajutorul unor sonograme) și de diferențele în mărimea sau forma ciocului (asociate cu specializarea alimentară a lor pe anumite specii de conifere) și de culoarea penajului, care, dacă duc la izolarea reproductivă, pot fi considerate "specii criptice". În 2009, o nouă formă descoperită în Idaho a fost propusă ca specie separată, "Loxia sinesciuris", pe baza diferențelor mici morfologice și vocale atribuite absenței concurenței pentru conurile de pin (Pinus) din partea veverițelor (Sciuridae).
Cercetări similare în vestul Europei au identificat șase tipuri vocale, cu un anumit grad de împerechere selectivă și o suprapunere considerabilă a teritoriilor de cuibărit; însă într-un studiu mai recent din vestul regiunii mediteraneene au fost descrise încă șase tipuri vocale, punându-se astfel la oarecare îndoială valoarea lor taxonomică. Sunt necesare cercetări suplimentare, mai ales că există acum mai multe tipuri vocale cunoscute în cadrul populațiilor de forfecuțe și adaptarea la resursele respective poate fi o explicație mai adecvată.

### Subspecii și distribuție
Sunt recunoscute nouăsprezece subspecii:
- Loxia curvirostra curvirostra Linnaeus, 1758 - subspecia nominată – cuibărește în pădurile de conifere (în special de molid și brad) și pădurile mixte de foioase-conifere din Anglia și Irlanda, și din Eurasia - din centrul Scandinaviei spre est prin nordul Rusiei și taigaua din Siberia până în Iakutia (posibil spre est până pe coasta Pacificului) și spre sud, fragmentat până în Spania, centrul Italiei, Grecia, Bulgaria, România, nordul Ucrainei, Belarus, sudul Uralilor și Asia Mică (izolat), prin estul Siberiei până în munții Saian, nordul Mongoliei și Transbaikalia până în nordul regiunii Amur; migrează, neregulat, spre sudul arealului de cuibărit și, mai rar, mai la sud.

- Loxia curvirostra balearica (Homeyer, 1862) - cuibărește în Insulele Baleare.

- Loxia curvirostra corsicana Tschusi, 1912 - cuibărește în Corsica.

- Loxia curvirostra poliogyna Whitaker, 1898 - cuibărește în nord-estul Marocului, nordul Algeriei și nordul Tunisiei; și probabil în sudul Italiei și Sicilia.

- Loxia curvirostra guillemardi Madarász, 1903 - cuibărește în estul Balcanilor, Turcia, Cipru, Crimeea și Caucaz.

- Loxia curvirostra japonica Ridgway, 1884 - cuibărește în sud-estul extrem al Rusiei (Primorie), insula Sahalin, sudul insulelor Kurile, nordul și centrul Japoniei (rar în Hokkaido și Honshu), nord-estul și estul Chinei (Mongolia Interioară și Heilongjiang, spre sud până în Liaoning) și Coreea de Nord; iernează în sudul și partea est-centrală a Chinei (la sud până în Zhejiang) și Japonia.

- Loxia curvirostra altaiensis Sushkin, 1925 - cuibărește în nord-estul Kazahstanului, sudul Rusiei (centrul și sudul munților Altai, munții Saian și Tuva) și în vestul și nordul Mongoliei.

- Loxia curvirostra tianschanica Laubmann, 1927 - cuibărește în sud-estul Kazahstanului, spre sud până în Kârgâzstan și nord-vestul Chinei (nord-vestul regiunii autonome Xinjiang); iernează în nord-vestul și nordul Chinei.

- Loxia curvirostra himalayensis Blyth, 1845 - cuibărește în Himalaia din nordul Indiei (din Himachal Pradesh până în cel puțin Arunachal Pradesh), Nepal și Bhutan, sudul Platoului Tibetan (sudul și estul Regiunii Autonome Tibet) și centrul Chinei (Qinghai și Gansu, spre sud până în nord-vestul provinciei Yunnan și vestul provinciei Sichuan); iernează mai la sud până în sudul provinciei Yunnan și nordul Myanmarului.

- Loxia curvirostra meridionalis Robinson & Kloss, 1919 - cuibărește în sudul Vietnamului (sudul Annamului).

- Loxia curvirostra luzoniensis Ogilvie-Grant, 1894 - cuibărește în nordul și vestul insulei Luzon din nordul Filipinelor (munții Cordillera Central și munții Zambales).

- Loxia curvirostra sitkensis Grinnell, 1909 - cuibărește în sud-estul Alaskăi, coasta vestică a Canadei și vestul SUA (la sud până în nord-vestul Californiei); iernează mai la sud în sudul Canadei și sud-vestul SUA.

- Loxia curvirostra bendirei Ridgway, 1884 - cuibărește în sud-vestul Canadei (sudul Yukonului și centrul Columbiei Britanice, spre est până în sud-vestul provinciei Saskatchewan) și nord-vestul SUA (spre sud până în Wyoming); iernează mai la sud în sud-vestul și sudul SUA.

- Loxia curvirostra minor (C. L. Brehm, 1846) - cuibărește în sud-estul Canadei (în Ontario, spre est până în Noua Scoție) și nord-estul SUA (spre sud până în Munții Apalași); iernează mai la sud în partea est-centrală a SUA.

- Loxia curvirostra pusilla Gloger, 1834 - cuibărește în estul Canadei (în Newfoundland); iernează mai la sud în nord-estul SUA (uneori până în Virginia și Georgia).

- Loxia curvirostra benti Griscom, 1937 - cuibărește în centrul Munților Stâncoși, din partea vest-centrală a SUA.

- Loxia curvirostra grinnelli Griscom, 1937 - cuibărește în sud-vestul SUA (California și Nevada); uneori iernează mai la sud până în Arizona și nord-vestul Mexicului.

- Loxia curvirostra stricklandi Ridgway, 1885 - cuibărește în sudul SUA (Arizona și New Mexico), la sud până în sudul Mexicului, posibil și în Belize.

- Loxia curvirostra mesamericana Griscom, 1937 - cuibărește în Guatemala și Belize, spre sud până în nordul Nicaraguei.

## Descrierea
Are o lungime de 14-20 cm și o greutate de 23-53 g. Este o fringilidă de talie mijlocie-mare cu capul mare, corpul rotunjit, picioarele scurte și coada scurtă, bifurcată; are un cioc deosebit, mare cu baza lată, și mandibule ascuțite, încrucișate la vârf (curbate spre dreapta sau spre stânga).
Masculul subspeciei nominate are fruntea până la creștet, ceafa și părțile superioare de culoare roșu-cărămizie (culoarea este variabilă, de la roșu-viu până la portocaliu-închis), cu pete brun-închise. Remigele scapulare sunt mai brunii, cu o ușoară nuanță variabilă de la roșu-portocalie până la roșu-cărămizie. Târtița roz-vie sau roz-roșiatică. Tectricele supracaudale brune, tivite pe margini cu brun-roșcat. Rectricele cozii brun-închise sau negricioase, tivite îngust pe margini cu brun-roșcat. Tectrice supraalare negricioase sau brun-negricioase, tectricele supraalare mijlocii și mari tivite îngust pe margini cu roz sau brun-roșcat. Remigele aripilor tivite îngust pe margini cu brun-gălbui sau roz sau brun-roșcat în penajul proaspăt. Excepțional, vârfurile supraalarelor mijlocii și/sau supraalarelor mari sunt albe până la brun-gălbui deschise sau nisipii, formând dungi pe aripă, remigele terțiare sunt tivite pe vârfuri cu aceeași culoare. Lorul (lorum) până la ochi de culoare închisă, dunga de peste ochi și partea posterioară a regiunii auriculare cenușii până la brun-cenușii, restul feței roșu-cărămiziu, uneori există o sprânceană deschisă, roșu-rozacee. Gâtlejul (partea inferioară a gâtului) și părțile inferioare sunt aproape în întregime roșii sau roșu-portocalii, cu pete mai întunecate pe piept și cu o nuanță surie pe flancuri, partea centrală a abdomenului până la tectricele subcodale alb-murdară sau cu o ușoară nuanță rozacee și cu porțiunile centrale sau vârfurile penelor cenușiu-închise. În penajul uzat, capul și părțile superioare mai viu colorate cu roșu, fără pete întunecate, aripile și coada mai uniform negricioase, cu tivuri reduse sau absente. Irisul brun-închis sau negru. Ciocul cenușiu sau cenușiu-gălbui cu marginile tăioase mai deschise sau gălbui. Picioarele brune sau brun-închise.
Femela nu are roșu în penaj. Ea are capul și părțile superioare colorate viu cu verde-măsliniu sau cenușiu-verzui cu pete sau cu striații mai întunecate pe creștet. Fața este mai măsliniu-închisă sau cu o nuanță mai cenușie cu excepția sprâncenei slab conturate de culoare verde-deschisă, ceafa este de asemenea mai verde-deschisă decât creștetul. Mantaua și spatele cu bazele penelor închise și remigele scapulare ușor mai întunecate, verde-măslinii, târtița de culoare vie, verde-gălbuie, tectricele supracaudale la fel colorate cu centrele măsliniu-închise. Coada și aripile ca la mascul, dar tivite îngust pe margini cu măsliniu-verzui spălăcit (rareori, cu vârfurile penelor brun-gălbui albicioase pe tectricele alare și marginile remigelor terțiare). Părțile inferioare sunt galben-măslinii, uneori cu o nuanță verde sau cu bazele penelor vizibile mai cenușii, abdomenul până la tectricele subcodale albicios cu pete mici închise și striații pe axul penei. În penajul uzat, capul și părțile superioare mai viu colorate cu verde, târtița și tectricele supracaudale cu o nuanță aurie sau brun-gălbuie ca bronzul, și părțile inferioare mai galbene, cu striații cenușiu-închise pe gatlej. Părțile golașe (ciocul, picioarele, irisul) aproape la fel ca la mascul.
Juvenilul are fruntea până la ceafă și părțile superioare cu dungi (striații) late brun-măslinii sau negricioase și alb-murdare până la brun-gălbui deschise (juvenilul mascul poate avea creștetul tivit măsliniu pe vârf). Mantaua și remigele scapulare puțin mai întunecate, verde-măslinii (la mascul) sau brune (la femelă), târtița gălbuie sau verde-gălbuie cu striații înguste mai întunecate (sau mai brunii la mascul). Tectricele supracaudale brun-închise, cele mai lungi tectrice sunt tivite pe margini cu măsliniu sau cenușiu-măsliniu. Coada și aripile ca la femelă, dar toate tectricele alare, tivite îngust pe vârfuri cu brun-gălbuie (pot avea vârfurile penelor înguste și neclare sau uneori bine conturate de culoare deschisă, verde-cenușie, galben-albicioasă sau alb-murdară, care formează dungi înguste pe aripă); marginile și vârfurile remigelor terțiare brun-gălbui, vârfurile rectricelor cozii sunt mai ascuțite decât la adult. Fața brun-cenușie cu striații înguste de culoare inchisa, partea posterioară a regiunii auriculare adesea cu dungi închise, sprânceana și o pată mică suboculară  brun-gălbui deschise, cu pete mici mai întunecate. Părțile inferioare alb-murdare până la brun-gălbui, intens striate cu brun-negricios (cu excepția părților inferioare a flancurilor și a abdomenului).
Masculii în prima iarnă și în prima vară de viață au un colorit variabil de la galben-verzui până la portocaliu-gălbui sau roșu-portocaliu, cu pete mai întunecate, porțiunile centrale ale penelor brun-cenușii mai vădite pe cap, pe partea superioară a mantalei și pe piept, abdomen și flancuri. Se menține coloritul aripii juvenilului (inclusiv al tectricelor laterale cu vârfurile albicioase înguste) și a cozii (penele au marginile verzi sau verde-măslinii) și câteva striații pe părțile inferioare, dar marginile și striațiile dispar de obicei în prima vară (în penajul uzat devin mai viu colorate, portocaliu viu până la galben-auriu, cu nuanțe galbene sau portocaliu-stacojii, porțiunile centrale întunecate ale penelor reduse pe corp, penele aripilor și cozii sunt foarte uzate sau erodate).
Femelele în prima iarnă și prima vară de viață sunt asemănătoare cu femela adultă, dar cu vârfurile supraalarelor mari (mai ales a celor laterale) brun-gălbui și striații neînsemnate pe părțile superioare și inferioare. Se menține coloritul juvenil al penelor aripii și cozii (marginile verzi sau verde-măslinii se reduc cu uzura penelor și devin foarte erodate).
Penajul adult este dobândit la prima năpârlire completă de la sfârșitul iernii a doua sau din a doua vară, când unii indivizi au vârsta de (sau sub) 18 luni.